# Agrotis cuspidata
Agrotis cuspidata är en fjärilsart som beskrevs av Culot 1909. Agrotis cuspidata ingår i släktet Agrotis och familjen nattflyn. Inga underarter finns listade i Catalogue of Life.